# Orchestre de Paris
L'Orchestre de Paris est un orchestre français fondé à Paris en 1967.

## Historique
L'Orchestre de Paris est créé en 1967 à l'initiative conjuguée des deux chefs d'orchestre Charles Munch et Serge Baudo, après la dissolution de l'Orchestre de la Société des concerts du Conservatoire, créé en 1828.
Charles Munch en est le premier directeur musical, jusqu'à son décès en 1968 lors de la première tournée de l'orchestre aux États-Unis.
En résidence au Théâtre Mogador de octobre à septembre, l'orchestre retrouve sa résidence à la salle Pleyel à l'achèvement des travaux de rénovation de la salle.
Depuis janvier 2015, l'orchestre est le principal ensemble résident de la Philharmonie de Paris, dont il est chargé du gala d'ouverture le 14 janvier 2015 avec son chœur.

### Directeurs et conseillers musicaux
- 1967–1968 : Charles Munch ;
- 1969–1971 : Herbert von Karajan (conseiller musical) ;
- 1972–1975 : Georg Solti ;
- 1975–1989 : Daniel Barenboim ;
- 1989–1998 : Semyon Bychkov ;
- 1998–2000 : Christoph von Dohnányi (conseiller artistique) ;
- 2000–2010 : Christoph Eschenbach ;
- 2010–2016 : Paavo Järvi (assisté par Dalia Stasevska à partir de 2014) ;
- 2016–2019 : Daniel Harding ;
- depuis 2020 : Klaus Mäkelä (conseiller musical puis directeur musical à partir de septembre 2021[2]).

## Chœur de l’Orchestre de Paris
Le Chœur de l'Orchestre de Paris, créé en 1976 à l'initiative de Daniel Barenboim, est dirigé par Arthur Oldham jusqu'en 2002. Par la suite, sous la houlette de Laurence Equilbey, conseillère aux activités vocales de l'Orchestre de Paris, il est dirigé par Didier Bouture et Geoffroy Jourdain. En 2010, à l'arrivée de Paavo Järvi en tant que nouveau directeur musical, le chœur travaille sous la direction de divers chefs étrangers. En septembre 2011, il est placé sous la direction de Lionel Sow et depuis janvier 2022 sous celle de Marc Korovitch et Ingrid Roose.
En mai 2023, Richard Wilberforce est nommé chef du Chœur de l’Orchestre de Paris à compter de septembre 2023, pour un mandat de trois ans,.

## Musiciens célèbres
- André Cazalet : entré à l'Orchestre de Paris en 1980, il est choisi par le chef, Daniel Barenboim, pour devenir cor solo, une responsabilité qu'il gardera 43 ans[5].